# Pag (isla)
Pag es una isla de Croacia ubicada en el norte del mar Adriático, en la costa dálmata. Es la quinta isla más grande de la costa croata, y la que tiene la costa más larga.
En el censo de 2001, la población de la isla fue de 7.969 personas. Hay dos poblaciones de la isla, Pag y Novalja, así como muchos pueblos pequeños y lugares turísticos. Pag es la única isla croata que está dividida administrativamente entre dos condados. Su parte norte pertenece a Lika-Senj, mientras que la parte central y sur pertenecen al condado de Zadar.